# Randolph Stewart, 13. Earl of Galloway

Wappen der Earls of Galloway

Randolph Keith Reginald Stewart, 13. Earl of Galloway (* 14. Oktober 1928; † 27. März 2020 in Castle Douglas) war ein britischer Peer und Senior Cadet des schottischen Clan Stewart, von dem sich im Mittelalter Nebenlinien zu den Königshäusern Stewart bzw. Stuart abgespalten haben.
Er war der einzige Sohn von Randolph Stewart, 12. Earl of Galloway, aus dessen Ehe mit Philippa Fendall Wendell.
Bei ihm wurde eine Schizophrenie diagnostiziert und 1952 unterzog er sich deshalb einer Lobotomie, um sein Verhalten besser kontrollieren zu können. Diese Operation veränderte ihn auf Dauer: „Ich war nie mehr der Alte“ (englisch „I was never the same again“), erzählte er einem Interviewer. Nach der Operation verbrachte er 15 Jahre in der Nervenklinik der Crichton Royal Infirmary in Dumfries. 1970 bemühten sich seine Eltern um einen Platz für ihn im Monastery of the Transfiguration in Roslin.
Beim Tod seines Vaters beerbte er diesen 1978 als 13. Earl of Galloway. Mit diesem Titel war bis 1999 ein Sitz im House of Lords verbunden. Er hielt dort nie eine Rede.
Am 17. Oktober 1975 heiratete er Lily May Budge (1916–1999), die jüngste Tochter von Andrew Miller aus Duns in Berwickshire. Da die Ehe kinderlos blieb, erbte sein Neffe dritten Grades, Andrew Clyde Stewart, ein Urenkel des 9. Earls, 2020 seine Adelstitel.